# Pindad Panser
Pindad Panser (APS-3 Anoa) — индонезийский бронетранспортёр, представленный в 2006 году компанией Pindad. Производство бронемашины началось в 2008.

## Конструкция
APS-3 Anoa оснащён экранированной башней на которую устанавливается 12.7 мм пулемёт. Экипаж состоит из командира, наводчика и водителя.
Броня бронетранспортёра способно защищать от снарядов калибра 7.62 мм. Способен перевозить до 10 человек. Также Anoa вооружён дымовыми гранатомётами
Anoa-2 — модификация, представленная в 2010 году. Отличается способностью передвигаться по воде, а также дополнительным пулемётом.

## Передвижение
Бронемашина использует трансмиссию и двигатель французской компании Renault. Двигатель расположен в передней части корпуса и имеет мощность 320 л.с, что позволяет разгоняться до 90 км/ч.

## Варианты
- БТР
- Машина скорой помощи
- Минамётоносец
- Логистическая машина
- Амфибия
- Anoa-2
- Rimau
- Badak FSV

## Операторы
- Индонезия
- Ирак
- Малайзия
- Восточный Тимор
- Бангладеш